# Sozialwesen
Das Sozialwesen (Synonym und Kurzwort das Soziale) ist Ort der Sozialen Arbeit und ihres Gegenstandes, der sozialen Praxis, innerhalb eines sozialen Staatssystems. Sozialwesen ist an das jeweilige politische Sozialsystem gebunden. Es ist eine der Säulen einer sozialen Marktwirtschaft. Sozialwesen ist eine der Grundaufgaben eines Staates. Wissenschaftlich betreut wird es von den Disziplinen der Sozialpädagogik, des Sozialmanagements, des Gesundheitswesens und von Bereichen der Polizeiwissenschaft. Sozialpädagogen und Sozialarbeiter, wie sie regional auch heißen, arbeiten und forschen im Sozialwesen. Doch ist Sozialwesen von seiner wissenschaftlichen Disziplin Soziale Arbeit bzw. Sozialarbeitswissenschaft zu unterscheiden.

## Struktur des Sozialwesens
Organisationsaufgaben des Sozialwesens sind die Fürsorge (z. B. Sozial-, Alten- und Jugendhilfe) und die Vorsorge (Beamten- und Soldatenvorsorge und die Sozialversicherungen). Die Organisationsstruktur gliedert sich in die öffentliche Verwaltung (z. B. Kommunalämter wie Sozial- oder Gesundheitsamt) und Organisationen (z. B. Krankenkassen, freie Träger, private Träger). Leistungen werden in Geld-, Dienst- oder Sachleistungen erbracht. Strukturell gibt es eine bürokratische, hierarchische Struktur und eine Teamstruktur zu unterscheiden. Diese wird kategorisiert nach Arbeitsteilung, Koordination und Art der Leitung (Führungsstile, Delegation) und der jeweiligen Kompetenzstruktur.

## Träger des Sozialwesens
Man unterscheidet im Sozialwesen – ähnlich wie in der Pflege – zwischen öffentlichen Trägern (Bund, Ländern und Gemeinden) und freien Trägern (Trägern der freien Wohlfahrtspflege). Zunehmend treten auch private Träger im Feld des Sozialwesens auf; diese werden zu freien Trägern in einem weiten Sinn, nicht aber zu freien Trägern in einem engeren Sinne, die auch freigemeinnützige Träger genannt werden, gezählt.
Ein öffentlicher Träger in Bayern ist beispielsweise der Kreisjugendring eines Landkreises. Die freien Träger im engeren Sinne  gehen vom Jugendrotkreuz über die Diakonie oder Caritas bis zu einem Hospizverein. Da gibt es Einrichtungen von Betreuungsvereinen, SOS-Kinderdorf oder der Lebenshilfe. Private Träger sind freie Träger, die nicht auf Gemeinnützigkeit, sondern auf kommerziellen Profit angelegt sind.

## Sozialwesen der Bundesrepublik Deutschland
Rechtlich gesehen ist das Soziale eine grundgesetzliche Staatszielbestimmung der Bundesrepublik Deutschland: Sie ist ein „sozialer Bundesstaat“ (Art. 20, Abs. 1). Demzufolge hat jeder Mensch in Deutschland (nicht nur jeder deutsche Staatsangehörige) einen Grundanspruch darauf, dass sich der Staat in äußerster Not um ihn kümmert. Rechtslegend für das Sozialwesen ist die Sozialgesetzgebung, daneben zum Beispiel das SGB der Bundesrepublik Deutschland. Außerdem greift in Deutschland durch seine föderale Struktur das Subsidiaritätsprinzip gegenüber freien Trägern der Wohlfahrtspflege. Verwaltet und gesteuert wird das Sozialwesen durch Sozialämter, welche den Ministerien für Soziales der Länder und des Bundes unterstehen. In vielen Bereichen des Sozialwesens, sofern es sich nicht um hoheitliche Gebiete handelt, werden diese von freien (meist kirchliche, caritative Organisationen) oder privaten Trägern (kommerziell) unterstützt.